# Southport, New York
Southport är en ort i Chemung County i delstaten New York, USA.